# كالفين بيري ستون
كالفين بيري ستون (بالإنجليزية: Calvin Perry Stone)‏ هو عالم نفس أمريكي، ولد في 28 فبراير 1892 في مقاطعة جاي في الولايات المتحدة، وتوفي في 28 ديسمبر 1954.